# لویی پینات
لویی پینات (انگلیسی: Louis Pinat; ۱۲ اوت ۱۹۲۹ – ۳۰ دسامبر ۲۰۱۵) بازیکن فوتبال اهل فرانسه بود.
از باشگاه‌هایی که در آن بازی کرده‌است می‌توان به باشگاه فوتبال رن و باشگاه فوتبال نانت اشاره کرد.
وی همچنین در تیم ملی فوتبال France B بازی کرده‌است.